# Centenaria
Centenaria, relativno novi biljni rod iz porodice glavočika opisan 2018. godine

## Opis
To je mala biljka iz središnjeg Perua prepoznata kao nova vrsta novog roda. Centenaria rupacquiana pripada plemenu Eupatorieae, potplemenu Piqueriinae. Ima asimetrične vjenčiće s dva manja unutarnja režnja i prisutnost papusa. U Peruu, Centenaria je povezana s rodovima Ferreyrella i Ellenbergia, ali Ferreyrella je drugačija po tome što nema papus; a s druge strane Ellenbergia se razlikuje po tome što ima simetrične vjenčiće.

## Sinonimi
Nema.

## Vanjske poveznice
|  | Wikivrste imaju podatke o taksonu Centenaria |